# Луиза Мария фон дер Пфалц
Луиза Мария фон дер Пфалц (на немски: Louise Marie von der Pfalz; * 23 юли 1647, Париж; † 11 март 1679, Аахен) от род Вителсбахи, е пфалцграфиня от Пфалц-Зимерн и чрез женитба вилд- и Рейнграфиня и княгиня на Залм.

## Живот
Тя е най-голямата дъщеря на пфалцграф Едуард фон дер Пфалц (1625 – 1663) и съпругата му Анна Гонзага (1616 – 1684), дъщеря на Карло I Гонзага (1630 – 1637), херцог на Невер, Ретел и Мантуа, и Катерина Лотарингски-Майен-Гиз (1585 – 1618). Праправнучка е на английския крал Джеймс I.
Луиза Мария се омъжва на 10 март 1671 г. в Аниер сюр Сен за вилд- и Рейнграф княз Карл Теодор Ото фон Залм (* 7 юли или 27 юли 1645, Анхолт; † 10 ноември 1710, Аахен), главен дворцов-майстер на император Йозеф I. Тя е втората му съпруга. Тя донася в брака наследствени изгледи за богати собствености в Шампан.
Луиза Мария умира на 11 март 1679 г. в Аахен на 31 години.

## Деца
Луиза Мария и Карл Теодор Ото имат децата:
- Луиза (* 23 февруари 1672; † 1707), монахиня в Нанси
- дете (*/† 6 септември 1673)
- Лудвиг Ото фон Залм (* 24 октомври 1674, Аахен; † 23 ноември 1738, Анхолт), вилд- и Рейнграф, 5. княз на Залм, женен на 20 юли 1700 г. в Анхолт за принцеса Албертина Йохана фон Насау-Хадамар (* 6 юли 1679, Хадамар; † 24 април 1716, Анхолт)
- дете (*/† 16 юли 1675)
- Луиза Аполония (* 21 януари 1677; † 22 май 1678)
- Елеонора Кристина Елизабет (* 14 март 1678; † 23 март 1737, Брюксел), омъжена на 17 август 1713 г. за 1. херцог Конрад Алберт д'Урсел-Хобокен (* 10 февруари 1663 или 1665 в Брюксел; † 3 май 1738 в Намюр)